# Rhombipoma
Rhombipoma is een geslacht van weekdieren uit de klasse van de Gastropoda (slakken).

## Soort
- Rhombipoma rowleyana McLean, 2012